# Massantschi
Massantschi (kasachisch und russisch Масанчи; dunganisch Инпан Ingpan ) ist ein Ort im Südosten des Gebietes Schambyl in Kasachstan. Er ist mehrheitlich von Dunganen bewohnt.

## Geografie
Massantschi befindet sich im Bezirk Qordai im Südosten des Gebietes Schambyl rund acht Kilometer von Grenze zur Kirgisistan entfernt. Es liegt rund 50 Kilometer südöstlich von Qordai und 60 Kilometer nordöstlich von der kirgisischen Hauptstadt Bischkek entfernt.

## Geschichte
Der Ort wurde 1878 durch Bai Yanhu, einen Militärkommandeur während der Dunganenaufstände aus Shaanxi, als Karakunus (Каракунуз) gegründet. Zwischen 1903 und 1918 wurde der Ort zu Ehren von Zar Nikolaus II. in Nikolajewskoje (Николаевское) umbenannt. 1965 erhielt das Dorf seinen heutigen Namen Massantschi, benannt nach Maghasy Massantschi, einem dunganischen Kommunisten in der Sowjetunion.
Am 7. Februar 2020 kam es in Massantschi und einigen Nachbarorten zu ethnischen Unruhen zwischen einheimischen Dunganen und Kasachen aus den umliegenden Dörfern. Dabei zog ein Mob junger Männer, teilweise bewaffnet mit Eisenstangen, Steinen und Schusswaffen, durch das Dorf und setzte Gebäude und Fahrzeuge in Brand; elf Menschen kamen ums Leben.

## Bevölkerung
Bei der Volkszählung 1999 wurde für Massantschi eine Einwohnerzahl von 8.926 Menschen angegeben. Bei der Volkszählung im Jahr 2009 hatte der Ort 13.606 Einwohner. Die letzte Volkszählung 2021 ergab eine Einwohnerzahl von 17.631 für Massantschi. Rund 90 Prozent der Bewohner des Dorfes gehören der Volksgruppe der Dunganen an, fünf Prozent sind Kasachen und weitere fünf Prozent Russen.
| Einwohnerentwicklung               | Einwohnerentwicklung | Einwohnerentwicklung |
| 1999                               | 2009                 | 2021                 |
| ---------------------------------- | -------------------- | -------------------- |
| 8.926                              | 13.606               | 17.631               |
| Anmerkung: Volkszählungsergebnisse |                      |                      |